# Angra
Angra to brazylijska grupa muzyczna tworząca progresywny power metal. Została założona w 1991 roku przez Rafaela Bittencourta i Marca Antunesa.
Znana jest z używania w swojej muzyce elementów symfonicznych oraz folkloru regionalnego.

## Historia

### Początek
Grupa została założona w 1991 roku przez Rafaela Bittencourta i Marco Antunesa do których dołączyli André Matos (Viper), Luís Mariutti (Firebox) oraz Kiko Loureiro.
Po około roku prób powstało pierwsze demo nazwane Reaching Horizons, które zostało bardzo dobrze przyjęte przez krytykę i odniosło niespodziewany sukces zarówno w rodzimej Brazylii, jak i w Europie. Demo to było jednym z pierwszych wydawnictw Limb Music Products, które później wyrosło na jednego z największych europejskich wydawców muzyki power metalowej.

### Angels Cry
Przed nagraniem pierwszego studyjnego albumu z grupy odszedł Marco Antunes, zastąpiony na czas nagrań przez Alexa Holzwartha (Sieges Even). Później rolę perkusisty przejął Ricardo Confessori i w ten sposób uformował się najbardziej znany skład, w którym grali od 1994 do 2000 roku.
Angels Cry został nagrany w studiu Kaia Hansena (Gamma Ray) w Hamburgu i wydany w 1993 roku w Brazylii oraz Japonii. Album odniósł ogromny sukces (sprzedano ponad 100.000 kopii) i zdominował brazylijski magazyn Rock Brigade, zdobywając nagrody za najlepszy nowy zespół, najlepszy album, najlepszego wokalistę, najlepszego klawiszowca oraz najlepszą okładkę.
W związku z sukcesem albumu na rynku japońskim został wydany minialbum zawierający remiksowane wersje kilku utworów z płyty. W następnym roku album został wydany w Europie nakładem wydawnictwa Dream Circle, gdzie również odniósł sukces zarówno artystyczny, jak i komercyjny.
w 1994 roku Angra zagrała jako support na brazylijskim koncercie AC/DC oraz na festiwalu Monsters of Rock, gdzie grała u boku KISS, Black Sabbath oraz Slayera. Początkowo planowana tylko w Brazylii trasa przeniosła się ostatecznie również do Europy.

### Holy Land
Kolejny album grupy był ambitnym projektem zawierającym dużo elementów orkiestralnych, chóry oraz rytmy brazylijskie. Został wydany w 1996 roku i odniósł jeszcze większy sukces niż Angels Cry, japońska edycja zawierająca bonusowy utwór Queen of The Night pokryła się złotem.
W tym samym roku ukazała się EP zatytułowana Freedom Call i zawierająca między innymi cover utworu Painkiller autorstwa Judas Priest. W następnym roku ukazał się jeszcze koncertowy album Holy Live zarejestrowany w Paryżu.

### Fireworks
W 1998 roku zespół wydał kolejną EP zatytułowaną Lisbon, a następnie studyjny album Fireworks, który był odejściem od wcześniejszego, progresywnego stylu gry w stronę bardziej klasycznego heavy metalu.
Po wydaniu albumu grupa udała się w ogólnoświatową trasę koncertową, grając między innymi na festiwalu Monsters of Rock w Buenos Aires.
W 2000 roku grupa zagrała koncerty w Europie u boku Time Machine i Stratovarius.
Około połowy 2000 roku z Angry odeszli André Matos, Luís Mariutti i Ricardo Confessori w związku z czym nad grupą zawisło widmo rozpadu. Ostatecznie jednak pozostali członkowie znaleźli ludzi, którzy zastąpili dotychczasowy skład. Zostali nimi wokalista Eduardo Falaschi (Symbols), perkusista Aquiles Priester (Paul Di’Anno) oraz basista Felipe Andreoli.

### Rebirth
W nowym składzie grupa nagrała w 2001 roku album zatytułowany Rebirth, który okazał się kolejnym sukcesem i sprzedał w ponad 100.000 kopii w ciągu pierwszych dwóch miesięcy, uzyskując w Brazylii status złoty.
Rok później ukazała się EP Hunters and Prey zawierająca akustyczne wersje utworów z Rebirth, cover utworu Mama grupy Genesis oraz pierwszy utwór śpiewany po portugalsku Caça e Caçador (co znaczy Hunters and Prey).
W ramach trasy promocyjnej Angra zagrała między innymi na festiwalach The Rock Machine w Hiszpanii, Wacken Open Air w Niemczech oraz ProgPower w Atlancie. Muzycy grupy udzielali się również w innych projektach jak na przykład tribute album dla Led Zeppelin – The Metal Zeppelin – The Music Remains The Same.

### Temple of Shadows
Nagrania do nowego albumu rozpoczęto w roku 2004 i zaproszono do tego wiele znanych postaci ze świata muzyki metalowej takich, jak Kai Hansen (Gamma Ray), Sabine Edelsbacher (Edenbridge) czy Hansi Kürsch (Blind Guardian) oraz legendę muzyki brazilijskiej – Miltona Nascimento. Temple of Shadows jest albumem koncepcyjnym opowiadającym historię człowieka nazywanego The Shadow Hunter. Duża liczba elementów progresywnych stawia ten album bliżej takich zespołów, jak Dream Theater czy Pain of Salvation. Album sprzedał się w pierwszym tygodniu w liczbie ponad 130.000 kopii, z czego 20.000 w samej Japonii.
Po nagraniu albumu zespół ruszył w trasę promocyjną, w czasie której zagrał koncerty między innymi w Hiszpanii, Włoszech, Francji, Anglii (supportowany przez DragonForce), Japonii (jako support dla Nightwish), Tajwanie oraz Australii.

### Aurora Consurgens
W 2006 roku muzycy ponownie weszli do studia i rozpoczęli pracę nad nowym albumem, który w założeniach miał być zbliżony do Rebirth, jednak ostateczny wzór albumu był ponownie bliski koncepcyjnemu, ponieważ opierał się w całości na temacie zaburzeń psychicznych, jak schizofrenia czy psychopatia.
Również w tym samym roku Fábio Laguna nagrał z udziałem Aquilesa Priestera (perkusja) i Felipe Andreoliego (bas) solowy, progresywny materiał zatytułowany Freakeys.
W 2009 roku Angra wraca na scenę po blisko 2 latach przerwy, oraz zapowiada przyszłe koncerty. Skład zespołu uległ małej zmianie poprzez powrót byłego perkusisty Ricardo Confessori

## Muzycy
| Obecny skład zespołu - Rafael Bittencourt – gitara, wokal wspierający (od 1991) - Felipe Andreoli – gitara basowa, wokal wspierający (od 2001) - Fabio Lione – wokal prowadzący (od 2013) - Bruno Valverde – perkusja (od 2014) - Marcelo Barbosa – gitara (od 2015) | Byli członkowie zespołu - Luis Mariutti – gitara basowa, wokal wspierający (1991–2000) - Marco Antunes – perkusja (1991–1992) - André Linhares – gitara, wokal wspierający (1991–1992) - Andre Matos – wokal, instrumenty klawiszowe (1991–2000) - Andre Hernandes – gitara, wokal wspierający (1992–1993) - Ricardo Confessori – perkusja (1993–2000, 2009–2014) - Aquiles Priester – perkusja (2001−2008) - Kiko Loureiro – gitara, wokal wspierający (1993–2015) - Edu Falaschi – wokal prowadzący (2001–2012) | Muzycy koncertowi - Daniel dos Santos – instrumenty klawiszowe (od 2009) - Leck Filho – instrumenty klawiszowe (1993–1998) - Fabio Ribeiro – instrumenty klawiszowe (1993, 1998−1999) - Fabrizio Di Sarno – instrumenty klawiszowe (1998) - Fábio Laguna – instrumenty klawiszowe (2001−2008) - Günter Werno – instrumenty klawiszowe (2002) - Marcelo Barbosa – gitara (2011–2012) - Fabio Lione – wokal prowadzący (2012−2013) - Carl Casagrande – wokal prowadzący (2013) - Alírio Netto – wokal prowadzący (2013) |

## Dyskografia

### Albumy studyjne
| Angels Cry                  | - Data: październik 1993 - Wydawca: Rising Sun Productions | –   | –  | –   | –  |
| Holy Land                   | - Data: 23 marca 1996 - Wydawca: Rising Sun Productions    | –   | –  | –   | –  |
| Fireworks                   | - Data: 14 lipca 1998 - Wydawca: Steamhammer               | 41  | –  | –   | –  |
| Rebirth                     | - Data: 13 listopada 2001 - Wydawca: Steamhammer           | 74  | –  | –   | –  |
| Temple of Shadows           | - Data: 6 września 2004 - Wydawca: SPV GmbH                | 110 | –  | –   | –  |
| Aurora Consurgens           | - Data: 30 października 2006 - Wydawca: Steamhammer        | 154 | 17 | –   | –  |
| Aqua                        | - Data: 29 września 2010 - Wydawca: Voice Music            | 147 | 22 | –   | –  |
| Secret Garden               | - Data: 16 stycznia 2015 - Wydawca: earMUSIC               | 174 | 20 | 195 | 59 |
| Omni                        | - 2018                                                     | –   | –  | –   | –  |
| „–” album nie był notowany. |                                                            |     |    |     |    |

### Albumy koncertowe
| Holy Live                              | - Data: 25 kwietnia 1997 - Wydawca: Rising Sun Productions | –   |
| Rebirth World Tour – Live in São Paulo | - Data: 2 lipca 2003 - Wydawca: Atrheia Records            | –   |
| Angels Cry: 20th Anniversary Tour      | - Data: 1 listopada 2013 - Wydawca: earMUSIC               | 209 |
| „–” album nie był notowany.            |                                                            |     |

### Kompilacje
| The Holy Box                | - Data: 1998 - Wydawca: Rock Brigade Records            | –  |
| Ark of Shadows              | - Data: 12 grudnia 2004 - Wydawca: Rock Brigade Records | –  |
| Best Reached Horizons       | - Data: 29 października 2012 - Wydawca: Steamhammer     | 90 |
| „–” album nie był notowany. |                                                         |    |

### Albumy wideo
| Live in Rio de Janeiro 2001            | - Data: 2002 - Wydawca: Angra Fan Club       | –  |
| Rebirth World Tour – Live in São Paulo | - Data: 2003 - Wydawca: Rakibitiou           | –  |
| Angels Cry: 20th Anniversary Tour      | - Data: 1 listopada 2013 - Wydawca: earMUSIC | 80 |
| „–” album nie był notowany.            |                                              |    |

### Minialbumy
| Tytuł                 | Dane dot. albumu                                         |
| --------------------- | -------------------------------------------------------- |
| Evil Warning          | - Data: 21 września 1994 - Wydawca: Victor Entertainment |
| Live Acoustic at FNAC | - Data: maj 1995 - Wydawca: Rising Sun Productions       |
| Freedom Call          | - Data: grudzień 1996 - Wydawca: Rising Sun Productions  |
| Acoustic...and more   | - Data: 1998 - Wydawca: wydanie własne                   |
| Hunters and Prey      | - Data: 24 czerwca 2002 - Wydawca: Steamhammer           |

### Dema
| Tytuł             | Dane dot. albumu                       |
| ----------------- | -------------------------------------- |
| Reaching Horizons | - Data: 1992 - Wydawca: wydanie własne |
| Eyes of Christ    | - Data: 1996 - Wydawca: wydanie własne |
| Acid Rain         | - Data: 2001 - Wydawca: wydanie własne |
| 5th Album Demos   | - Data: 2004 - Wydawca: wydanie własne |

### Single
| Tytuł                | Rok  |
| -------------------- | ---- |
| Make Believe         | 1996 |
| Lisbon               | 1998 |
| Rainy Nights         | 1998 |
| Temple of Hate       | 2004 |
| Wishing Well         | 2004 |
| The Course of Nature | 200  |